# Cunnersdorf (Gohrisch)
Cunnersdorf ist ein Ortsteil der Gemeinde Gohrisch im Landkreis Sächsische Schweiz-Osterzgebirge.

## Geographie
Cunnersdorf liegt südöstlich der sächsischen Landeshauptstadt Dresden in der Sächsischen Schweiz und im Elbsandsteingebirge. Es befindet sich im Osten des Landkreises Sächsische Schweiz-Osterzgebirge im Landschaftsschutzgebiet Sächsische Schweiz. Nördlich von Cunnersdorf, allerdings außerhalb von dessen Fluren, erhebt sich der Gohrisch und nordwestlich der Pfaffenstein, zwei Tafelberge.
Das Waldhufendorf liegt etwa im Zentrum der Gemeinde Gohrisch. Die Ortslage befindet sich zwischen 270 und 320 m ü. NN in einer Talmulde des Cunnersdorfer Bachs, der oberhalb des Königsteiner Ortsteils Hütten von rechts in die Biela mündet. Noch heute sind in Cunnersdorf einige Dreiseitbauernhöfe mit Sandsteinunterbau und Fachwerkgeschossen zu sehen, zu denen auch der südlich gelegene Forsthof mit Herrenhaus, Wirtschaftsgebäuden und einem Torhaus zählt, das der Familie von Friesen und zuletzt von Haebler gehörte.
Im Süden Cunnersdorfs liegt zudem der Ortsteil Viehbig. Ortsansässige Naturfreunde legten den Cunnersdorfer Naturlehrpfad an. Er führt nach Süden über das Katzsteinplateau (444 m ü. NN) zum 474 m ü. NN hohen Katzfels, wo 1809 die letzte Wildkatze erlegt worden sein soll. Dazu verfügt der Ortsteil über ein Waldbad mit Breitrutsche, Wasserpilz und Kinderspielplatz.

Die Cunnersdorfer Waldhufenflur, die zum Großteil landwirtschaftlich genutzt wird, umfasste ursprünglich 463 Hektar. Die Fläche der Gemarkung hat sich jedoch annähernd vervierfacht, als ihr das südlich benachbarte ausgedehnte Waldgebiet zugeschlagen wurde. Dort soll sich, unweit südlich Cunnersdorfs, Altcunnersdorf befunden haben, heute eine Wüstung. Die Südgrenze der Gemarkung Cunnersdorf ist identisch mit der Südgrenze der Gemeinde Gohrisch sowie mit der Bundesgrenze, wo das Gebiet der in Tschechien liegenden Stadt Děčín (Tetschen) angrenzt. Der zu Cunnersdorf gehörende Teil des Waldgebiets erstreckt sich zwischen dem Krippenbach im Osten, wo die Gemarkung an die Gemeinde Reinhardtsdorf-Schöna grenzt, und dem Tauben- bzw. Cunnersdorfer Bach sowie dem Müllerstein im Westen, wo die Gemeinde Rosenthal-Bielatal benachbart ist.
Benachbarte Orte sind der Reinhardtsdorf-Schönaer Ortsteil Kleingießhübel im Osten, das wie Cunnersdorf zur Gemeinde Gohrisch gehörende Papstdorf im Nordosten, der Königsteiner Ortsteil Pfaffendorf im Nordwesten sowie die Rosenthal-Bielataler Ortsteile Rosenthal im Südwesten und, mit Rosenthaler Fluren dazwischen, Bielatal im Westen. Nächster Ort in südlicher Richtung ist der zu Děčín gehörende Weiler Kristin Hrádek (Christianenburg).
Wichtigste Straße auf Cunnersdorfer Flur ist die Staatsstraße 169, die aus dem Bielatal kommend Cunnersdorf über Kleingießhübel und Krippen mit der Bundesstraße 172 beim Bahnhof Bad Schandau verbindet. Von der Staatsstraße zweigt in Cunnersdorf eine Straße nach Papstdorf und Kurort Gohrisch ab. Cunnersdorf ist an das Busnetz des Regionalverkehrs Sächsische Schweiz-Osterzgebirge (RVSOE) angeschlossen.

## Tourismus
Cunnersdorf war bis 2018 staatlich anerkannter Erholungsort.

## Galerie

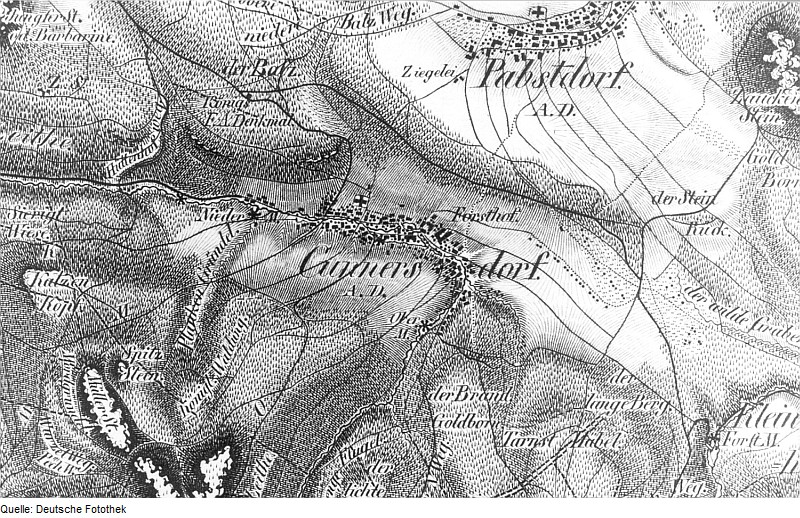
Cunnersdorf auf der Oberreitschen Karte 1821/22
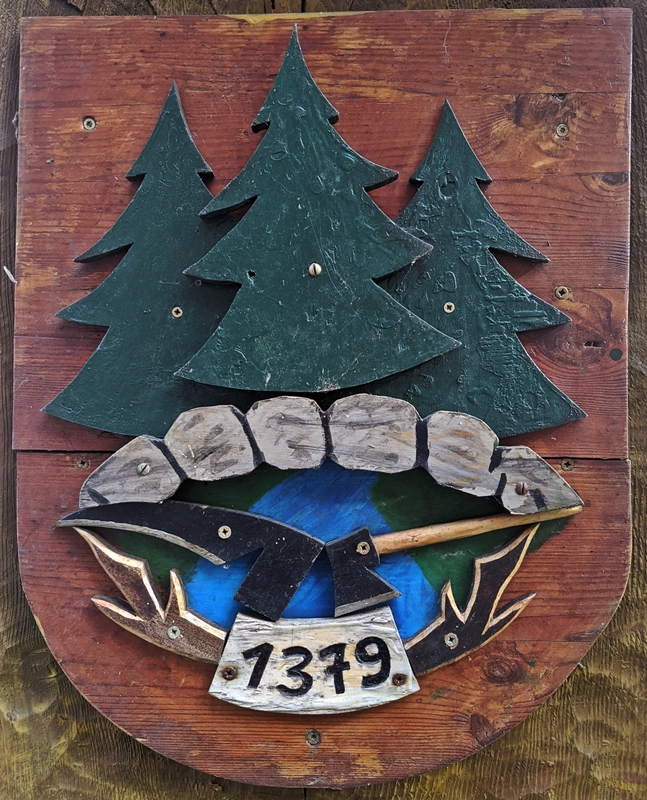
Ortswappen mit der Jahreszahl 1379 (urkundliche Ersterwähnung)
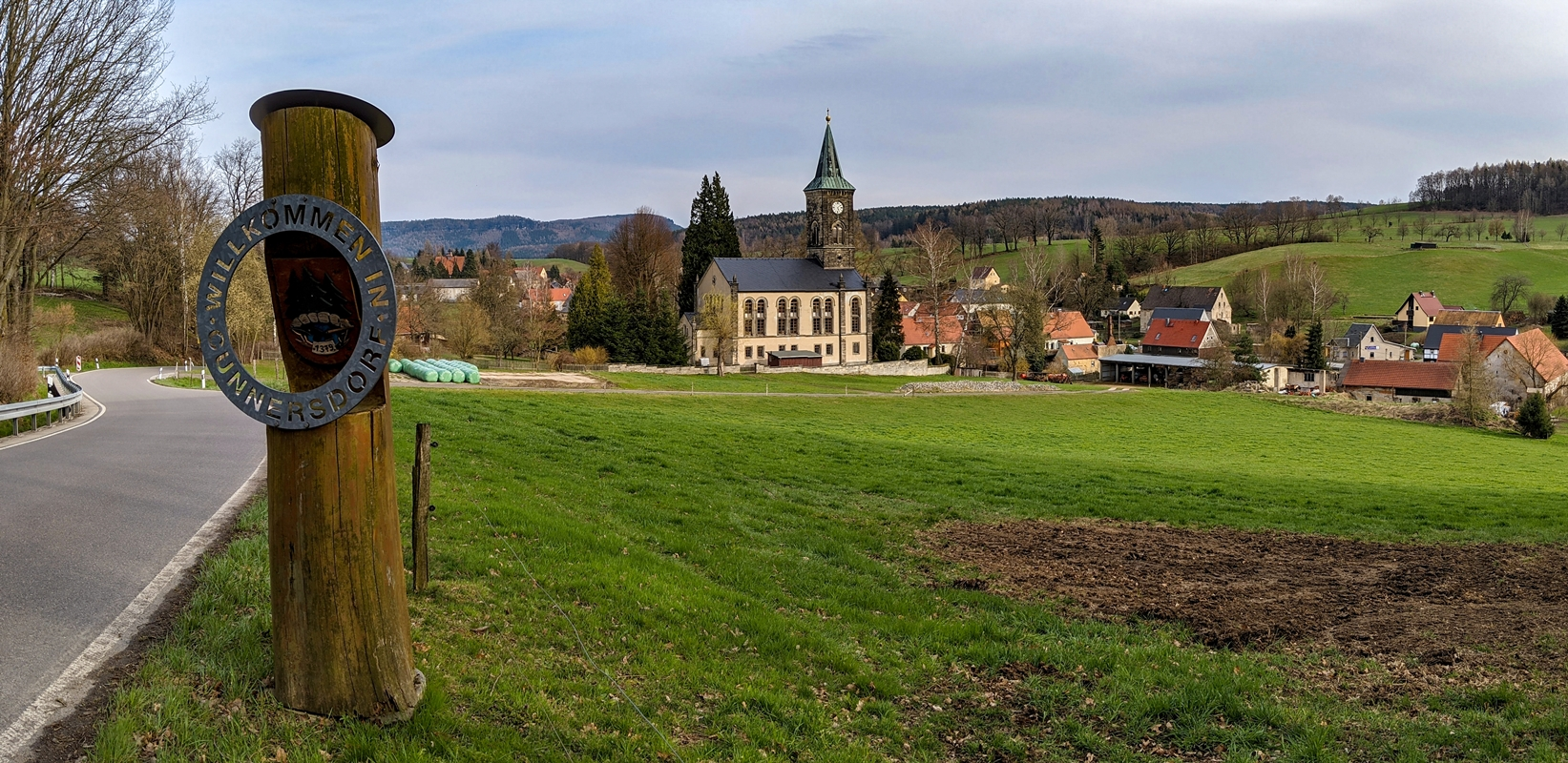
Blick über den Ort
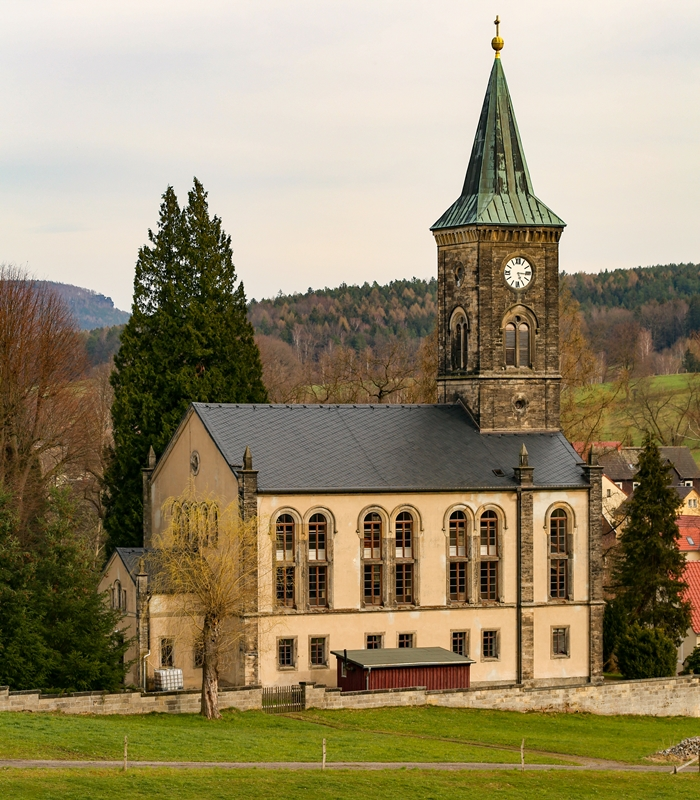
Dorfkirche von 1854/55
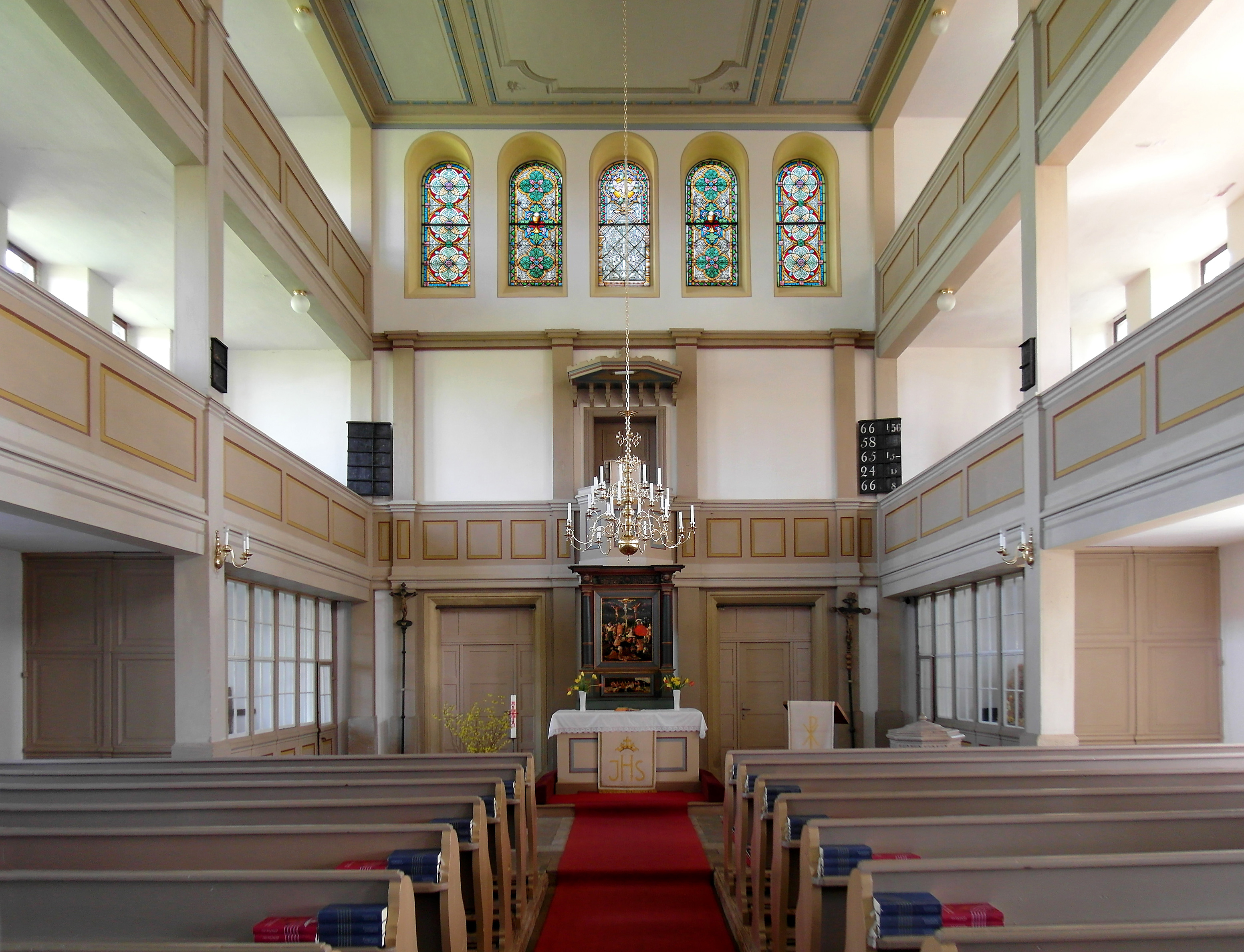
Innenraum der Dorfkirche
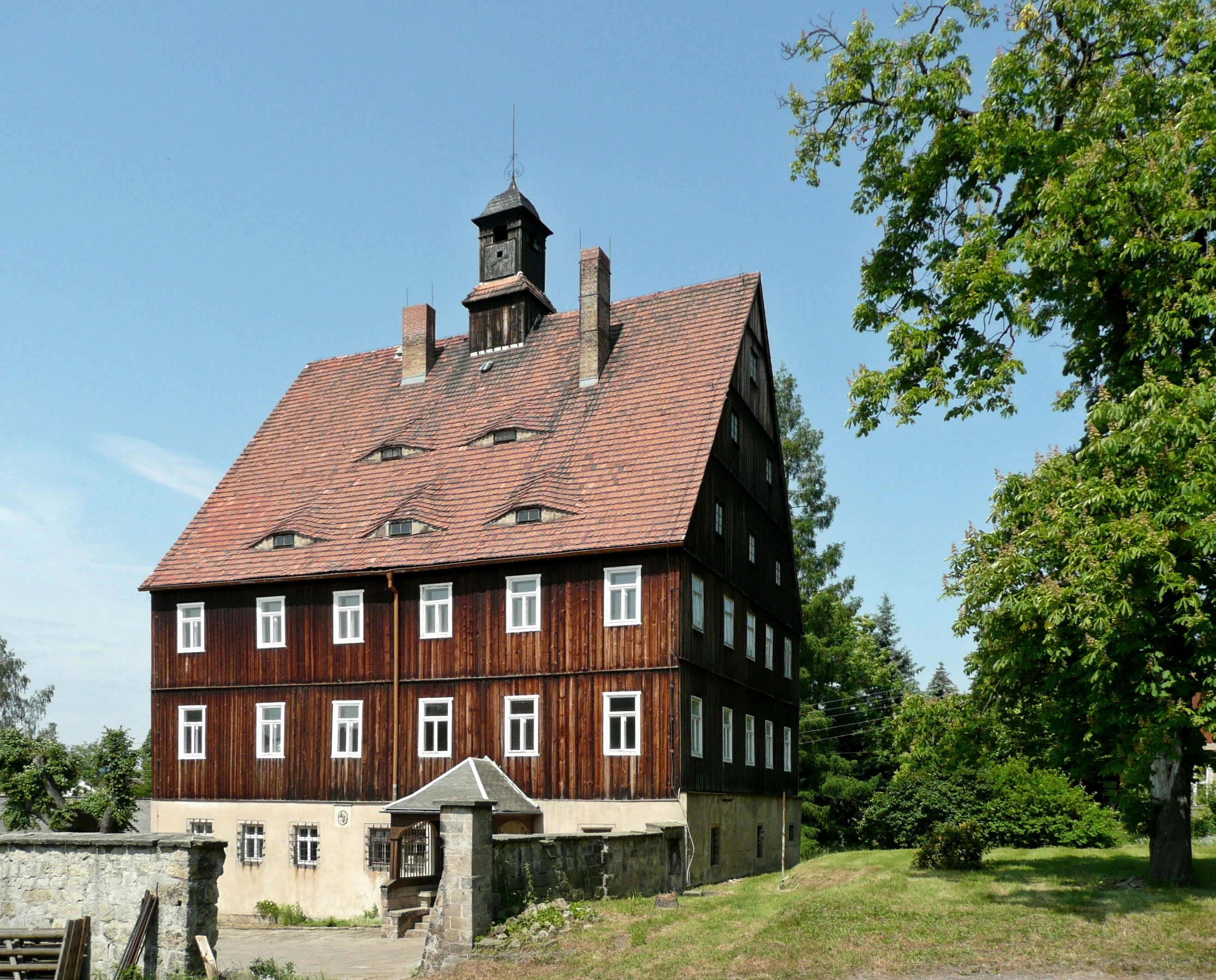
Forsthof, ehemals Sitz der kurfürstlichen Forstverwaltung für die Reviere der Sächsischen Schweiz
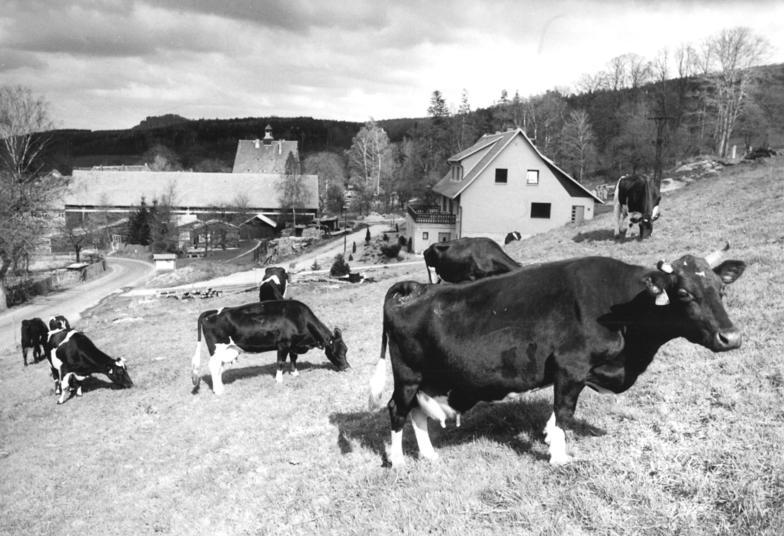
Weideauftrieb 1984, im Hintergrund der Forsthof